# Parasite (película de 1982)
Parasite es una película de terror de 1982 producida y dirigida por Charles Band y protagonizada por Demi Moore, Robert Glaudini y Cherie Currie. La película fue vapuleada por la crítica, quienes la vieron como una cinta de serie B mal escrita y con efectos especiales poco convincentes.

## Sinopsis
La película está ambientada en un futuro distópico y postapocalíptico en el que Estados Unidos es controlado por una organización criminal que, sin saberlo, crea un parásito mortal incontrolable y lo libera sobre la población.

## Reparto
- Robert Glaudini como Paul Dean.
- Demi Moore como Patricia Welles.
- Luca Bercovici como Ricus.
- James Davidson como Wolf.
- Al Fann como Collins.
- Cherie Currie como Dana.
- Tom Villard como Zeke.
- Vivian Blaine como Daley.
- Freddy Moore como Arn.